# Tibiran-Jaunac
Tibiran-Jaunac est une commune française située dans l'est du département des Hautes-Pyrénées, en région Occitanie.
Sur le plan historique et culturel, la commune est dans le pays de Comminges, correspondant à l’ancien comté de Comminges, circonscription de la province de Gascogne située sur les départements actuels du Gers, de la Haute-Garonne, des Hautes-Pyrénées et de l'Ariège. Exposée à un climat de montagne, elle est drainée par la Garonne, le ruisseau de Rioutord. La commune possède un patrimoine naturel remarquable : un site Natura 2000 (« Garonne, Ariège, Hers, Salat, Pique et Neste »), un espace protégé (« la Garonne, l'Ariège, l'Hers Vif et le Salat ») et quatre zones naturelles d'intérêt écologique, faunistique et floristique.
Tibiran-Jaunac est une commune rurale qui compte 330 habitants en 2022. Elle fait partie de l'aire d'attraction de Saint-Gaudens. Ses habitants sont appelés les Tibirannais-Jaunacais ou  Tibirannaises-Jaunacaises.

## Géographie

### Localisation
La commune de Tibiran-Jaunac se trouve dans le département des Hautes-Pyrénées, en région Occitanie.
Elle se situe à 43 km à vol d'oiseau de Tarbes, préfecture du département, à 32 km de Bagnères-de-Bigorre, sous-préfecture, et à 15 km de Lannemezan, bureau centralisateur du canton de la Vallée de la Barousse dont dépend la commune depuis 2015 pour les élections départementales.
La commune fait en outre partie du bassin de vie de Montréjeau.
Les communes les plus proches sont : 
Générest (2,3 km), Mazères-de-Neste (2,6 km), Seilhan (2,6 km), Lombrès (2,9 km), Aventignan (2,9 km), Saint-Bertrand-de-Comminges (3,2 km), Gourdan-Polignan (3,5 km), Valcabrère (3,5 km).
Sur le plan historique et culturel, Tibiran-Jaunac fait partie du pays de Comminges, correspondant à l’ancien comté de Comminges, circonscription de la province de Gascogne située sur les départements actuels du Gers, de la Haute-Garonne, des Hautes-Pyrénées et de l'Ariège.
Les communes limitrophes sont  Aventignan, Gourdan-Polignan, Générest, Labroquère, Mazères-de-Neste, Saint-Bertrand-de-Comminges et Seilhan.
|            | Mazères-de-Neste                            | Gourdan-Polignan (Haute-Garonne) |
| Aventignan | Tibiran-Jaunac                              | Seilhan (Haute-Garonne)          |
| Générest   | Saint-Bertrand-de-Comminges (Haute-Garonne) | Labroquère (Haute-Garonne)       |

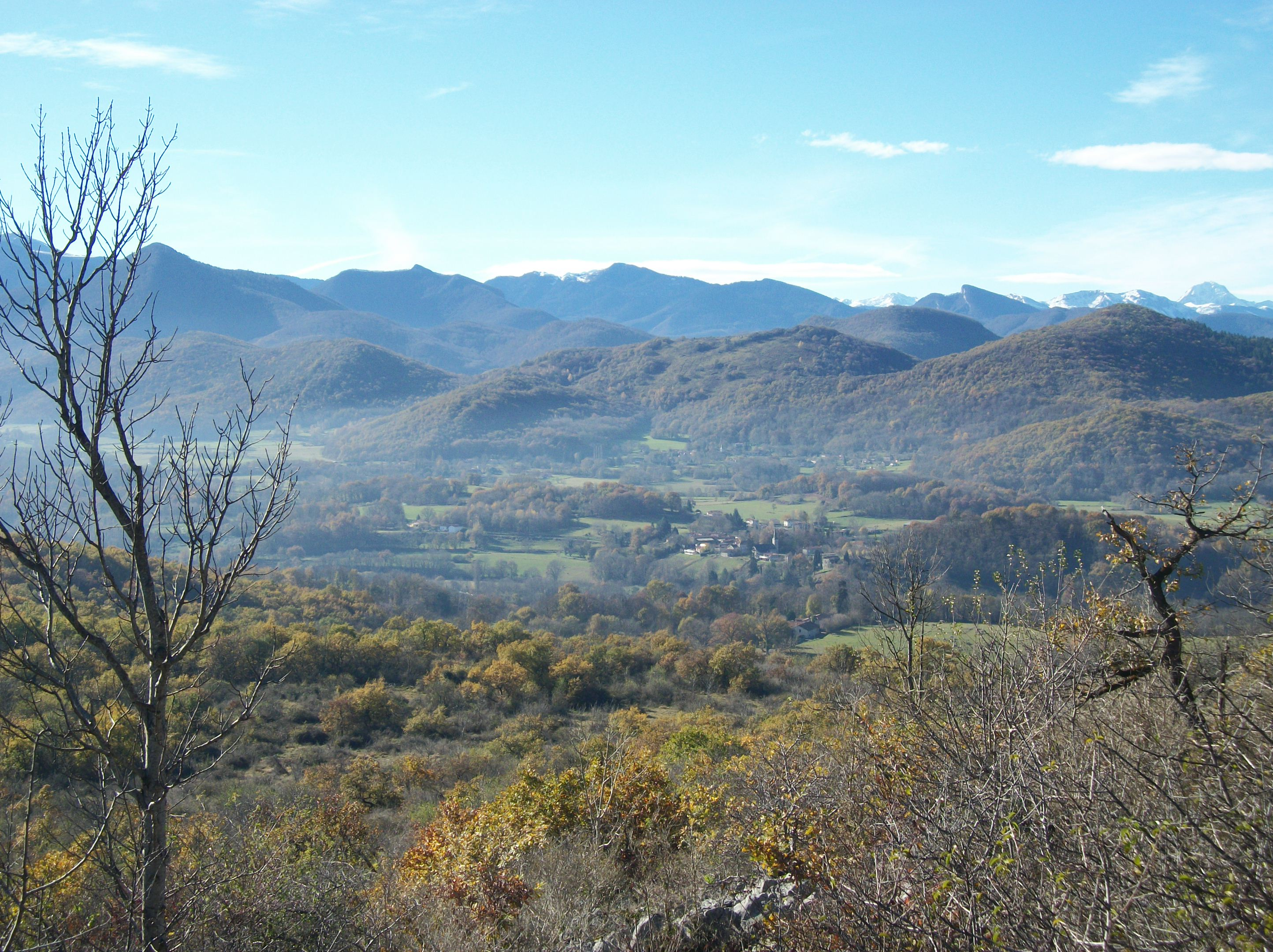

 Ses habitants sont appelés les Tibirannais-Jaunacais.

### Hydrographie
La commune est dans le bassin versant de la Garonne, au sein du bassin hydrographique Adour-Garonne. Elle est drainée par la Garonne, le ruisseau de Rioutord, constituant un réseau hydrographique de 3 km de longueur totale,.
La Garonne est un fleuve principalement français prenant sa source en Espagne et qui coule sur 529 km avant de se jeter dans l’océan Atlantique.

### Climat
Le climat qui caractérise la commune est qualifié, en 2010, de « climat des marges montargnardes », selon la typologie des climats de la France qui compte alors huit grands types de climats en métropole. En 2020, la commune ressort du type « climat de montagne » dans la classification établie par Météo-France, qui ne compte désormais, en première approche, que cinq grands types de climats en métropole. Pour ce type de climat, la température décroît rapidement en fonction de l'altitude. On observe une nébulosité minimale en hiver et maximale en été. Les vents et les précipitations varient notablement selon le lieu.
Les paramètres climatiques qui ont permis d’établir la typologie de 2010 comportent six variables pour les températures et huit pour les précipitations, dont les valeurs correspondent à la normale 1971-2000. Les sept principales variables caractérisant la commune sont présentées dans l'encadré ci-après.
| Paramètres climatiques communaux sur la période 1971-2000 - Moyenne annuelle de température : 11,6 °C - Nombre de jours avec une température inférieure à −5 °C : 4,2 j - Nombre de jours avec une température supérieure à 30 °C : 4,6 j - Amplitude thermique annuelle : 14,6 °C - Cumuls annuels de précipitation : 1 012 mm - Nombre de jours de précipitation en janvier : 9,8 j - Nombre de jours de précipitation en juillet : 7 j |

Avec le changement climatique, ces variables ont évolué. Une étude réalisée en 2014 par la Direction générale de l'Énergie et du Climat complétée par des études régionales prévoit en effet que la  température moyenne devrait croître et la pluviométrie moyenne baisser, avec toutefois de fortes variations régionales. Ces changements peuvent être constatés sur la station météorologique de Météo-France la plus proche, « Montégut », sur la commune de Montégut, mise en service en 2008 et qui se trouve à 4 km à vol d'oiseau,, où la température moyenne annuelle est de 11,8 °C et la hauteur de précipitations de 1 048,2 mm pour la période 1981-2010.
Sur la station météorologique historique la plus proche, « Tarbes-Lourdes-Pyrénées », sur la commune d'Ossun, mise en service en 1946 et à 49 km, la température moyenne annuelle évolue de 12,2 °C pour la période 1971-2000, à 12,6 °C pour 1981-2010, puis à 12,9 °C pour 1991-2020.

### Milieux naturels et biodiversité

#### Espaces protégés
La protection réglementaire est le mode d’intervention le plus fort pour préserver des espaces naturels remarquables et leur biodiversité associée,.
Dans ce cadre, la commune fait partie.
Un  espace protégé est présent sur la commune : 
« la Garonne, l'Ariège, l'Hers Vif et le Salat », objet d'un arrêté de protection de biotope, d'une superficie de 1 658,7 ha.

#### Réseau Natura 2000

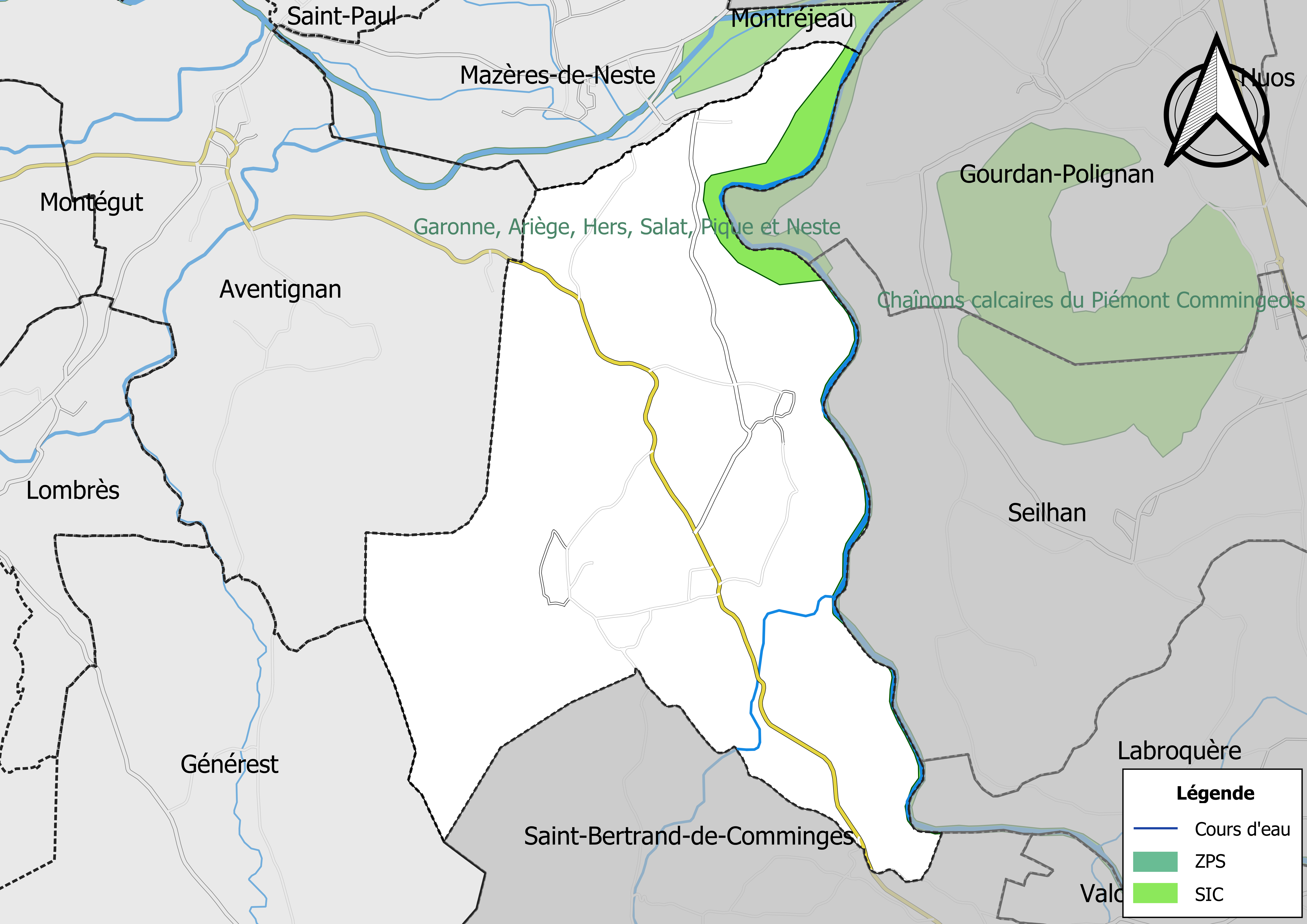
Site Natura 2000 sur le territoire communal.

Le réseau Natura 2000 est un réseau écologique européen de sites naturels d'intérêt écologique élaboré à partir des directives habitats et oiseaux, constitué de zones spéciales de conservation (ZSC) et de zones de protection spéciale (ZPS).
Un site Natura 2000 a été défini sur la commune au titre de la directive habitats : « garonne, Ariège, Hers, Salat, Pique et Neste », d'une superficie de 9 581 ha, un réseau hydrographique pour les poissons migrateurs (zones de frayères actives et potentielles importantes pour le Saumon en particulier qui fait l'objet d'alevinages réguliers et dont des adultes atteignent déjà Foix sur l'Ariège.

#### Zones naturelles d'intérêt écologique, faunistique et floristique
L’inventaire des zones naturelles d'intérêt écologique, faunistique et floristique (ZNIEFF) a pour objectif de réaliser une couverture des zones les plus intéressantes sur le plan écologique, essentiellement dans la perspective d’améliorer la connaissance du patrimoine naturel national et de fournir aux différents décideurs un outil d’aide à la prise en compte de l’environnement dans l’aménagement du territoire.
Deux ZNIEFF de type 1 sont recensées sur la commune :
« la Garonne de la frontière franco-espagnole jusqu'à Montréjeau » (469 ha), couvrant 38 communes dont 28 dans la Haute-Garonne et dix dans les Hautes-Pyrénées et 
les « montagnes de Saint-Bertrand-de-Comminges et de Tibiran-Jaunac » (1 613 ha), couvrant 8 communes dont une dans la Haute-Garonne et sept dans les Hautes-Pyrénées
et deux ZNIEFF de type 2, : 
- les « Garonne amont, Pique et Neste » (1 788 ha), couvrant 112 communes dont 42 dans la Haute-Garonne et 70 dans les Hautes-Pyrénées[32] ;
- les « montagnes sèches et rocheuses en rives gauche et droite de l'Ourse et à Saint-Bertrand-de-Comminges » (5 147 ha), couvrant 24 communes dont deux dans la Haute-Garonne et 22 dans les Hautes-Pyrénées[33].

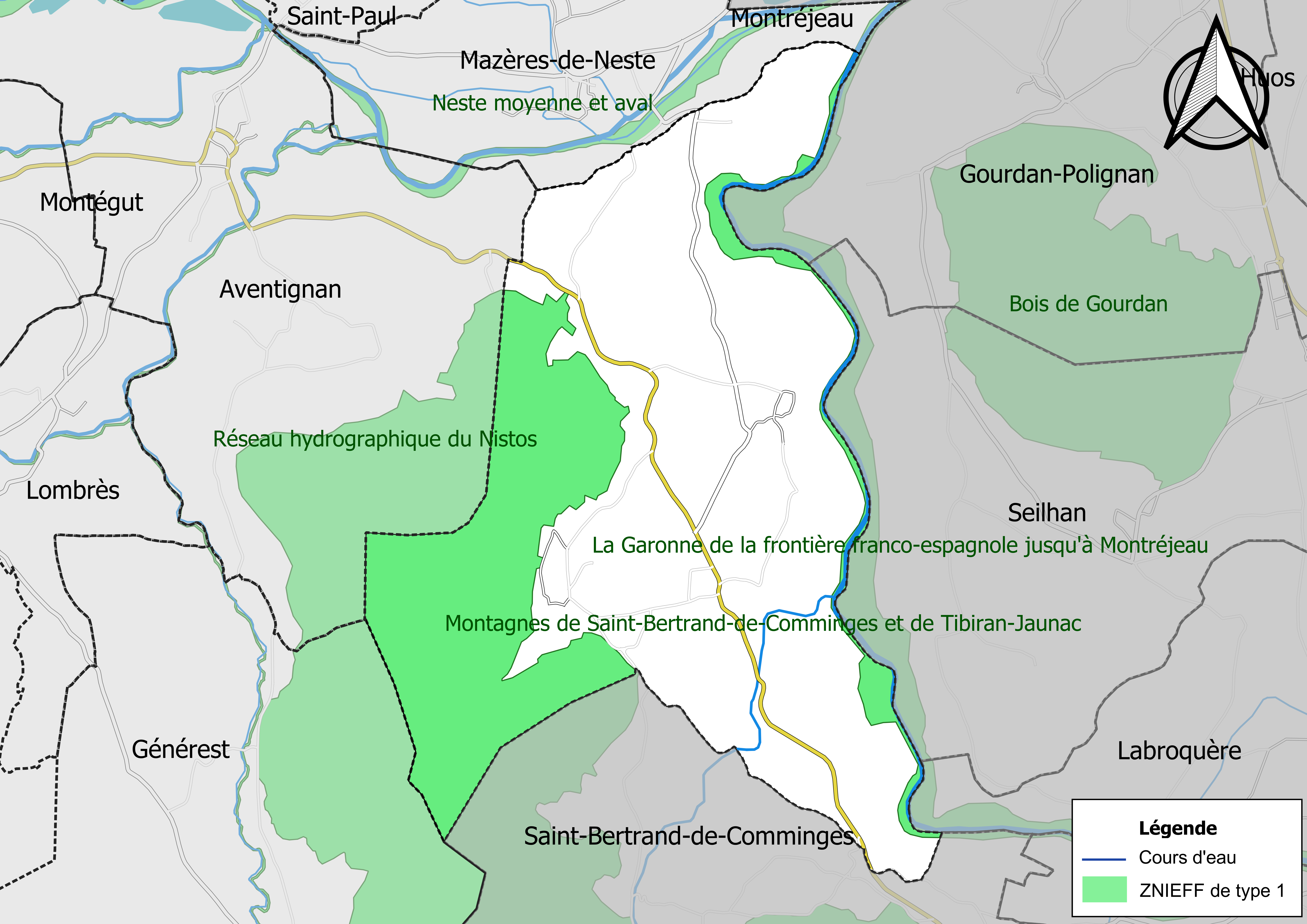
Carte des ZNIEFF de type 1 sur la commune.
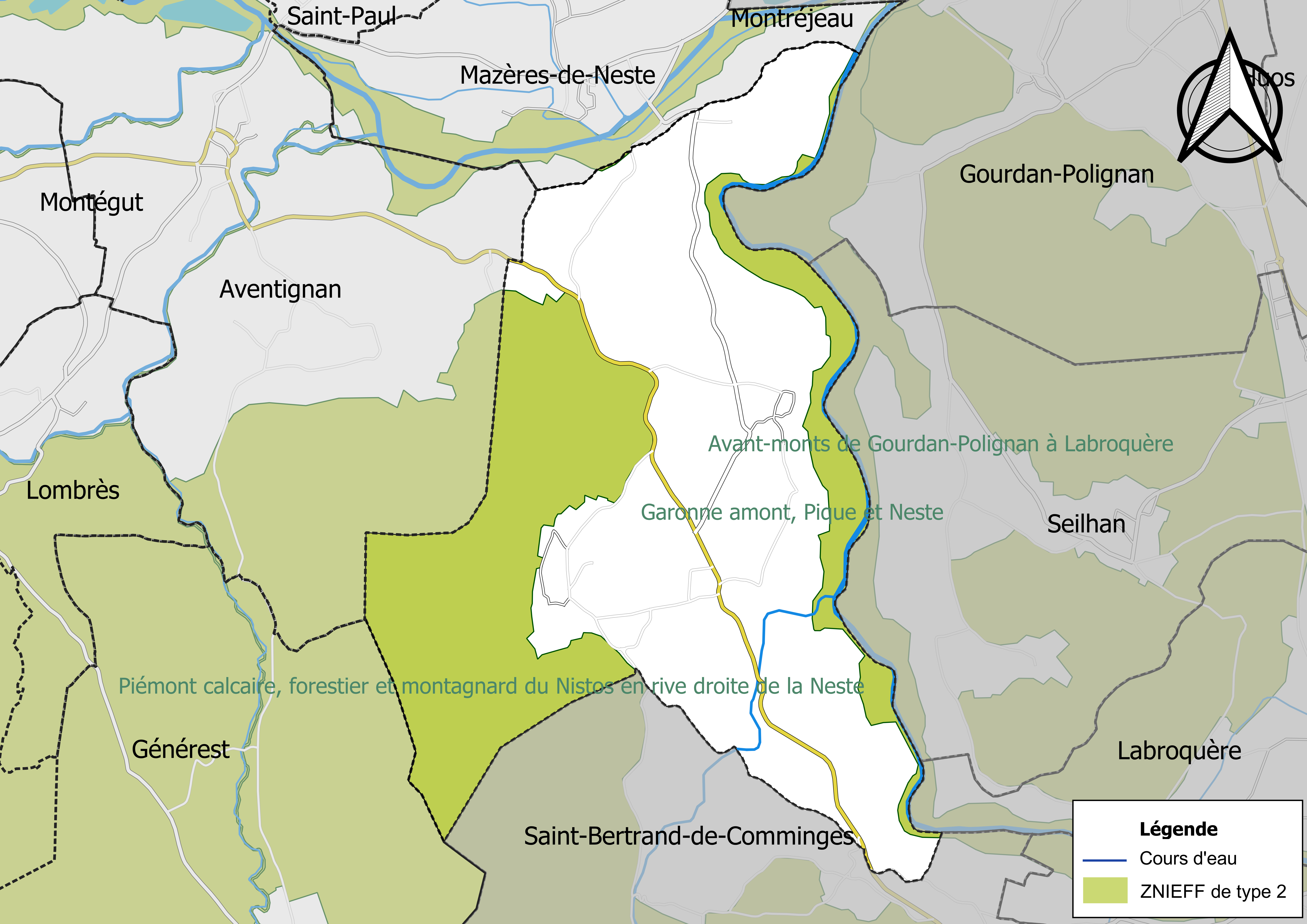
Carte des ZNIEFF de type 2 sur la commune.

## Urbanisme

### Typologie
Au 1er janvier 2024, Tibiran-Jaunac est catégorisée commune rurale à habitat dispersé, selon la nouvelle grille communale de densité à sept niveaux définie par l'Insee en 2022.
Elle est située hors unité urbaine. Par ailleurs la commune fait partie de l'aire d'attraction de Saint-Gaudens, dont elle est une commune de la couronne,. Cette aire, qui regroupe 85 communes, est catégorisée dans les aires de moins de 50 000 habitants,.

### Occupation des sols
L'occupation des sols de la commune, telle qu'elle ressort de la base de données européenne d’occupation biophysique des sols Corine Land Cover (CLC), est marquée par l'importance des territoires agricoles (58,5 % en 2018), une proportion identique à celle de 1990 (58,5 %). La répartition détaillée en 2018 est la suivante : 
zones agricoles hétérogènes (43,2 %), forêts (37,5 %), prairies (15,4 %), milieux à végétation arbustive et/ou herbacée (3,9 %).
L'IGN met par ailleurs à disposition un outil en ligne permettant de comparer l’évolution dans le temps de l’occupation des sols de la commune (ou de territoires à des échelles différentes). Plusieurs époques sont accessibles sous forme de cartes ou photos aériennes : la carte de Cassini (XVIIIe siècle), la carte d'état-major (1820-1866) et la période actuelle (1950 à aujourd'hui).

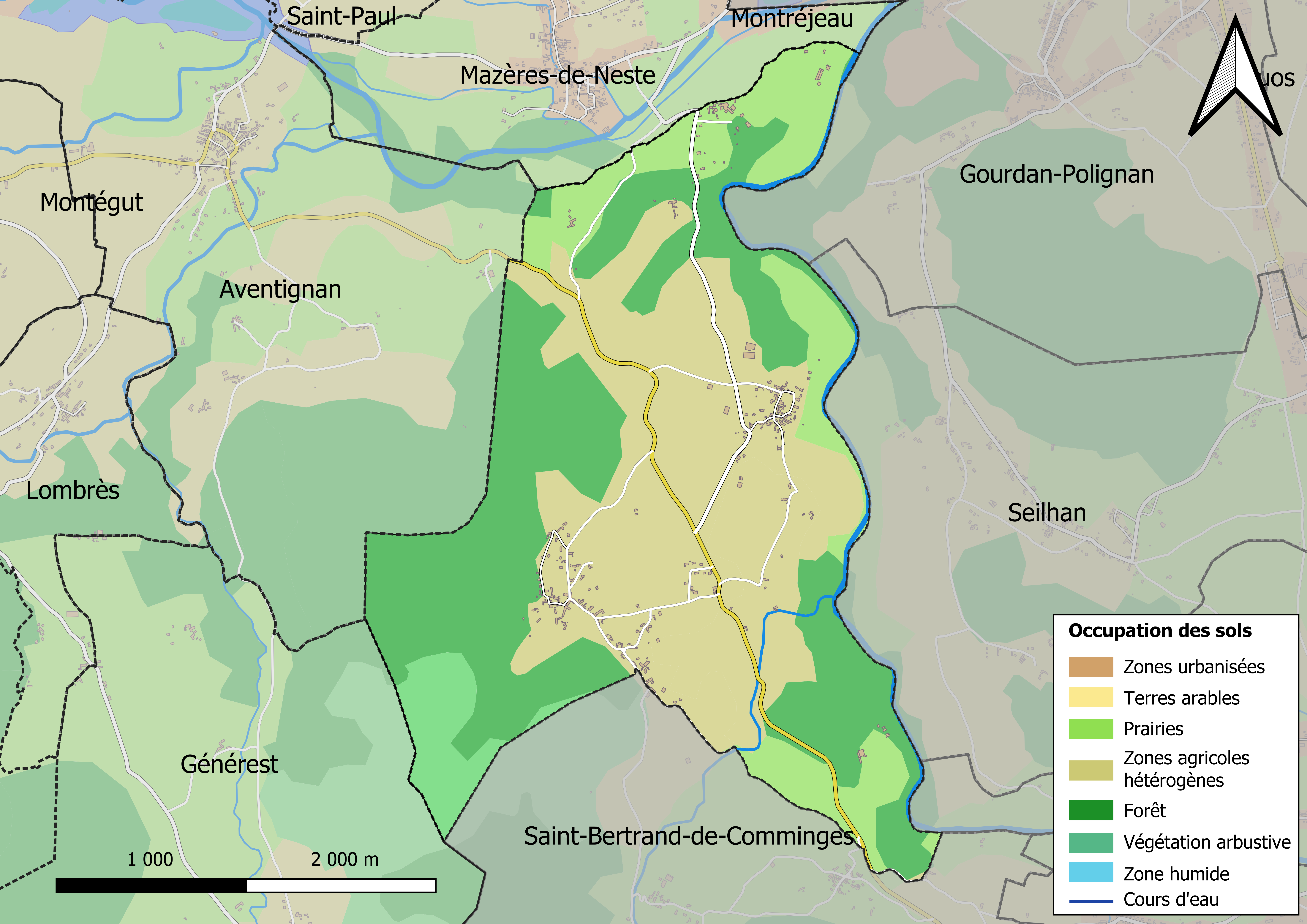
Carte des infrastructures et de l'occupation des sols en 2018 (CLC) de la commune.
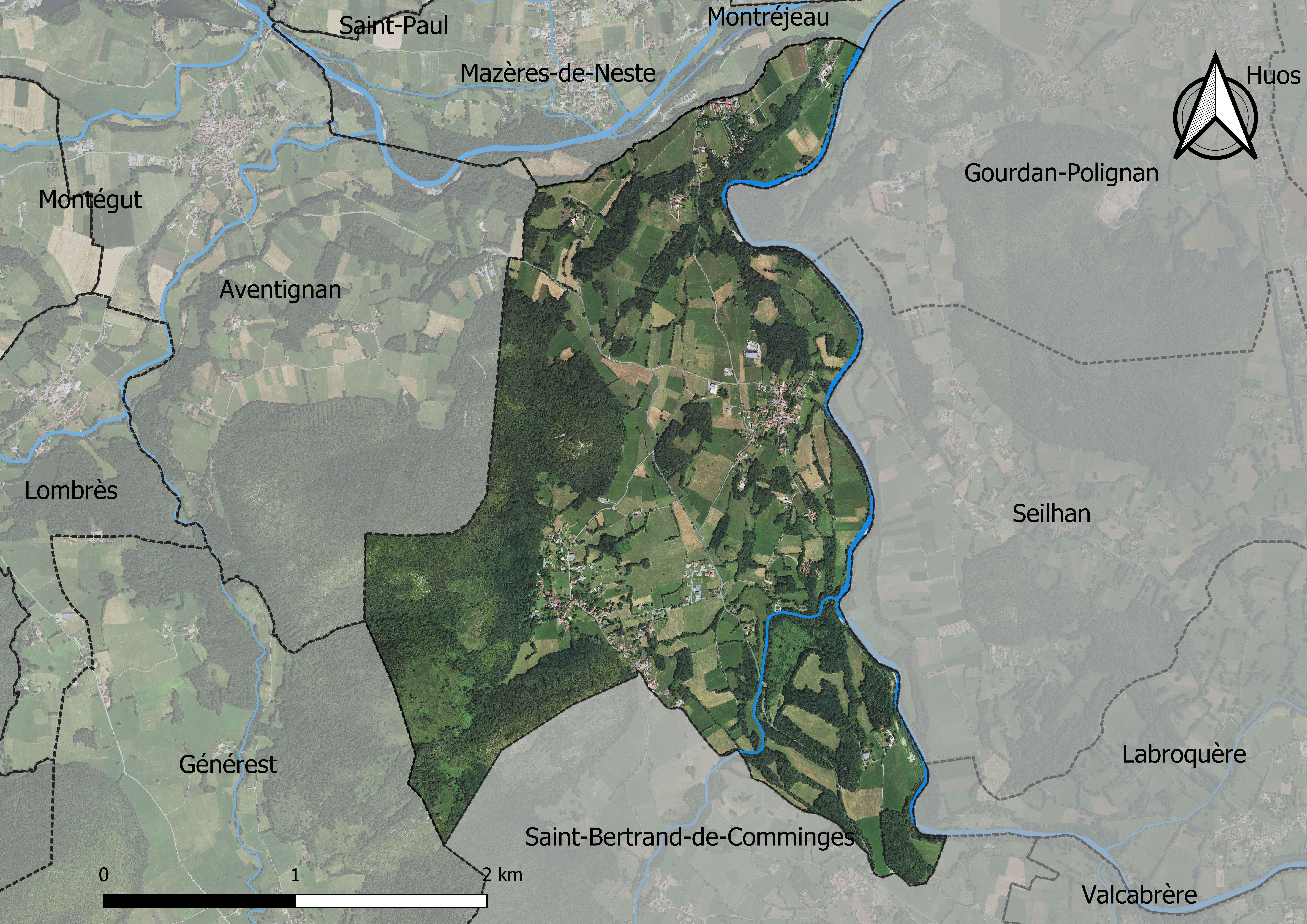
Carte orthophotogrammétrique de la commune.

### Logement
En 2012, le nombre total de logements dans la commune est de 161.
Parmi ces logements, 61,4 % sont des résidences principales, 30,9 % des résidences secondaires et 7,7 % des logements vacants.

### Voies de communication et transports
Cette commune est desservie par les routes départementales D 26 et D 72.

### Risques majeurs
Le territoire de la commune de Tibiran-Jaunac est vulnérable à différents aléas naturels : météorologiques (tempête, orage, neige, grand froid, canicule ou sécheresse), inondations, feux de forêts, mouvements de terrains et séisme (sismicité modérée). Il est également exposé à deux risques technologiques,  le transport de matières dangereuses et la rupture d'un barrage, et à un risque particulier : le risque de radon. Un site publié par le BRGM permet d'évaluer simplement et rapidement les risques d'un bien localisé soit par son adresse soit par le numéro de sa parcelle.

#### Risques naturels
Certaines parties du territoire communal sont susceptibles d’être affectées par le risque d’inondation par débordement de cours d'eau, notamment la Garonne. La cartographie des zones inondables en ex-Midi-Pyrénées réalisée dans le cadre du XIe Contrat de plan État-région, visant à informer les citoyens et les décideurs sur le risque d’inondation, est accessible sur le site de la DREAL Occitanie. La commune a été reconnue en état de catastrophe naturelle au titre des dommages causés par les inondations et coulées de boue survenues en 1982, 1999, 2009 et 2013,.
Tibiran-Jaunac est exposée au risque de feu de forêt. Un plan départemental de protection des forêts contre les incendies a été approuvé par arrêté préfectoral le 21 avril 2020 pour la période 2020-2029. Le précédent couvrait la période 2007-2017. L’emploi du feu est régi par deux types de réglementations. D’abord le code forestier et l’arrêté préfectoral du 27 octobre 2014, qui réglementent l’emploi du feu à moins de 200 m des espaces naturels combustibles sur l’ensemble du département. Ensuite celle établie dans le cadre de la lutte contre la pollution de l’air, qui interdit le brûlage des déchets verts des particuliers. L’écobuage est quant à lui réglementé dans le cadre de commissions locales d’écobuage (CLE).

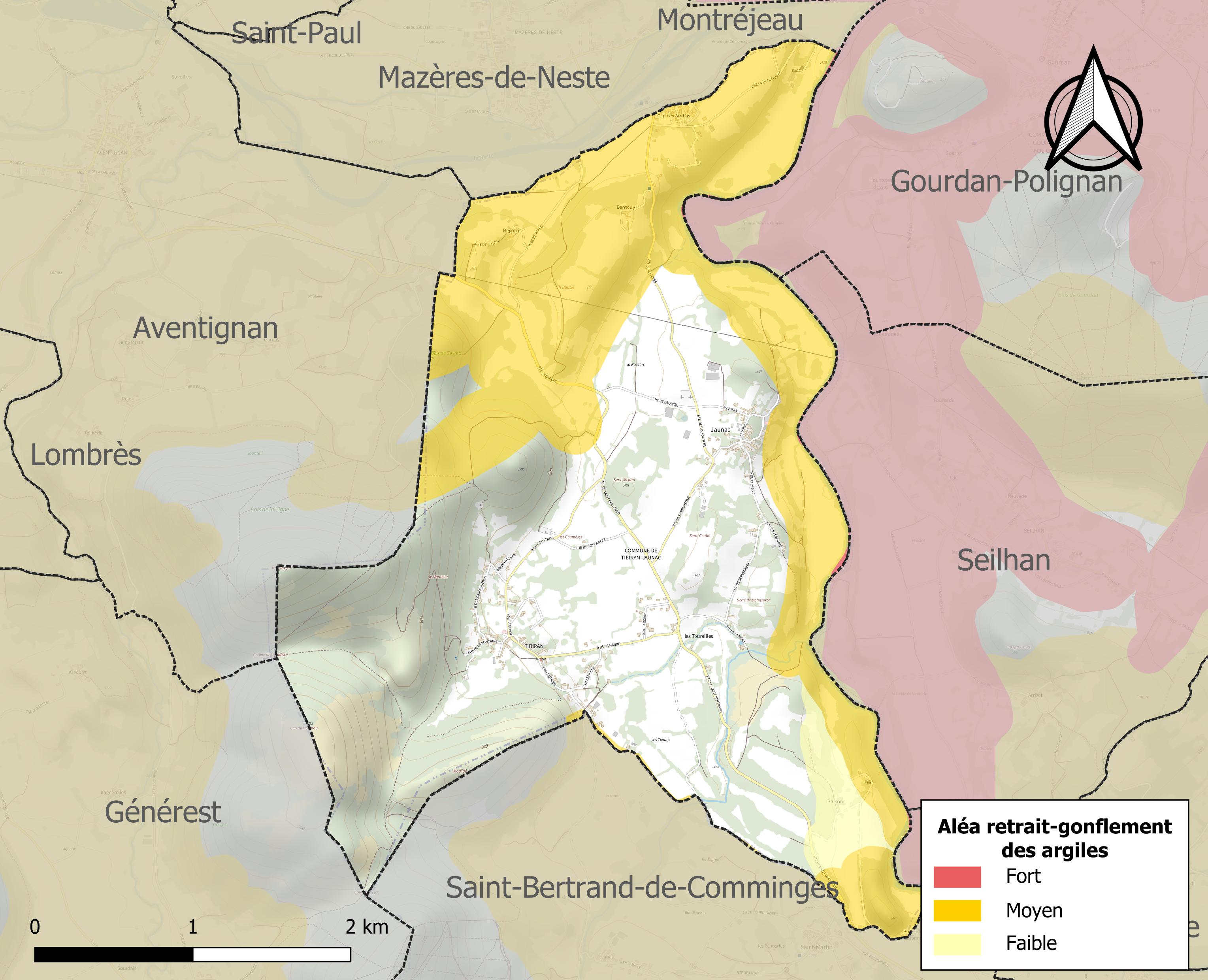
Carte des zones d'aléa retrait-gonflement des sols argileux de Tibiran-Jaunac.

Les mouvements de terrains susceptibles de se produire sur la commune sont des tassements différentiels.
Le retrait-gonflement des sols argileux est susceptible d'engendrer des dommages importants aux bâtiments en cas d’alternance de périodes de sécheresse et de pluie. 37,4 % de la superficie communale est en aléa moyen ou fort (44,5 % au niveau départemental et 48,5 % au niveau national). Sur les 130 bâtiments dénombrés sur la commune en 2019, 21 sont en aléa moyen ou fort, soit 16 %, à comparer aux 75 % au niveau départemental et 54 % au niveau national. Une cartographie de l'exposition du territoire national au retrait gonflement des sols argileux est disponible sur le site du BRGM,.
Par ailleurs, afin de mieux appréhender le risque d’affaissement de terrain, l'inventaire national des cavités souterraines permet de localiser celles situées sur la commune.
Concernant les mouvements de terrains, la commune a été reconnue en état de catastrophe naturelle au titre des dommages causés par la sécheresse en 1997 et par des mouvements de terrain en 1999 et 2013.

#### Risques technologiques
Le risque de transport de matières dangereuses sur la commune est lié à sa traversée par une canalisation de transport d'hydrocarbures. Un accident se produisant sur une telle infrastructure est susceptible d’avoir des effets graves sur les biens, les personnes ou l'environnement, selon la nature du matériau transporté. Des dispositions d’urbanisme peuvent être préconisées en conséquence.
La commune est en outre située en aval d'un barrage de classe A. À ce titre elle est susceptible d’être touchée par l’onde de submersion consécutive à la rupture de cet ouvrage.

#### Risque particulier
Dans plusieurs parties du territoire national, le radon, accumulé dans certains logements ou autres locaux, peut constituer une source significative d’exposition de la population aux rayonnements ionisants. Certaines communes du département sont concernées par le risque radon à un niveau plus ou moins élevé. Selon la classification de 2018, la commune de Tibiran-Jaunac est classée en zone 2, à savoir zone à potentiel radon faible mais sur lesquelles des facteurs géologiques particuliers peuvent faciliter le transfert du radon vers les bâtiments.

## Toponymie

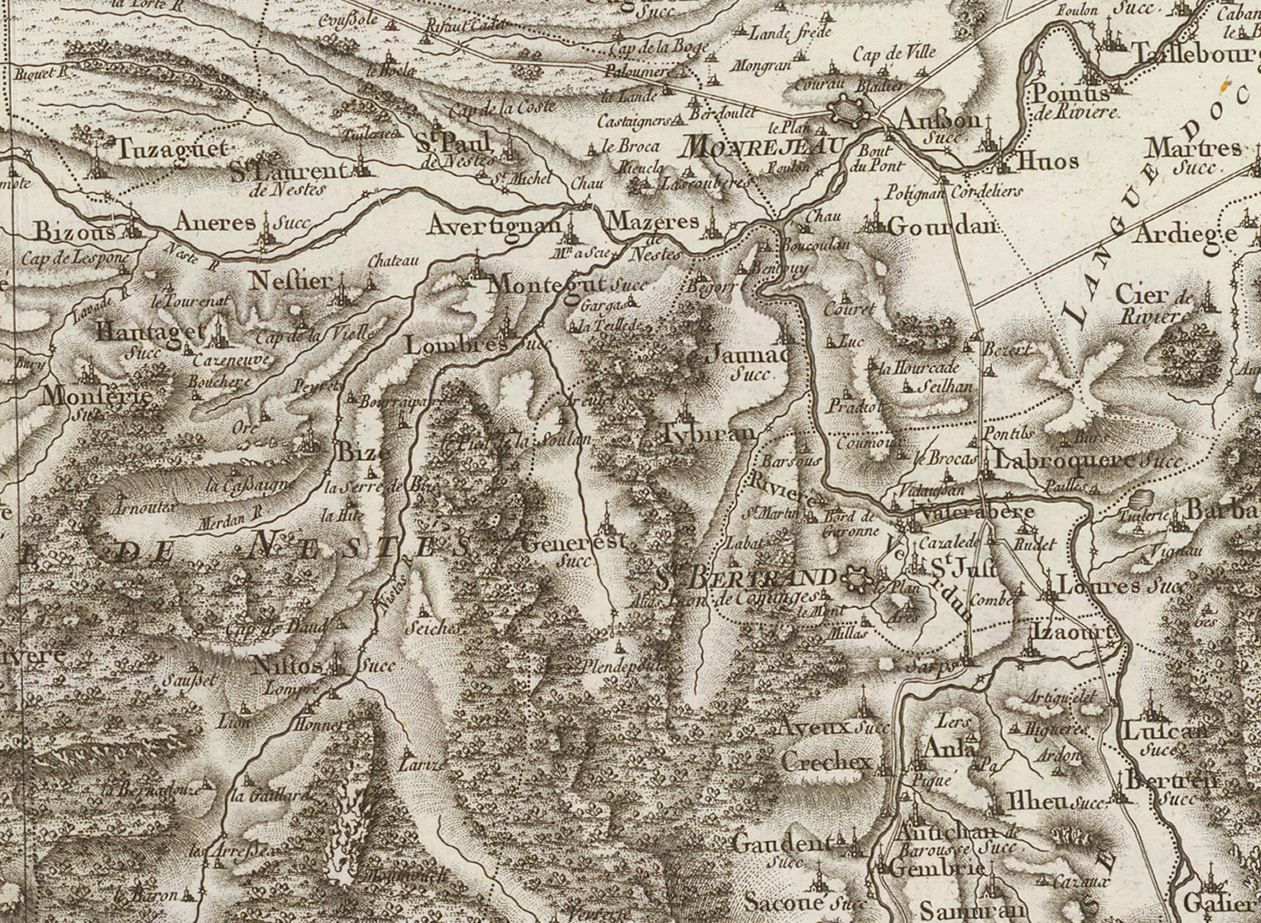
Extrait de la carte de Cassini (entre 1756 et 1789) situant Tibiran-Jaunac au sud de Montréjeau.

On trouvera les principales informations dans le Dictionnaire toponymique des communes des Hautes-Pyrénées de Michel Grosclaude et Jean-François Le Nail qui rapporte les dénominations historiques du village :

### Tibiran
Dénominations historiques :
- non citée en 1387 ;
- Tebiran (1767, Larcher, cartulaire du Comminges) ;
- Tibiran (1790, Département 1 et 2) ;
- Tybiran, fin XVIIIe siècle, carte de Cassini ;
- Tibiran-Jaunac (1806, Laboulinière)

Étymologie : nom de domaine antique, du nom de personnage latin Tiberius et suffixe anum > an (= propriété de Tiberius).
Nom occitan : Tibiran.

### Jaunac
Dénominations historiques :
- non citée en 1387 ;
- Jaunac, fin XVIIIe siècle, carte de Cassini ;
- Tibiran-Jaunac (1806, Laboulinière).

Étymologie : nom de domaine antique, d'un nom de personnage incertain et suffixe -acum > ac.
Nom occitan : Jaunac.

## Histoire

### Antiquité
Une inscription lapidaire d'époque gallo-romaine a été trouvée à Tibiran, mentionnant une divinité nommée Ilurberixon, ainsi qu'une autre inscription, mentionnant une divinité nommée Fagus (le Hêtre en latin), cette dernière au niveau du col séparant Tibiran de Générest et St-Bertrand-de-Comminges, au lieu-dit la Croix de l'Oraison.

### Cadastre napoléonien de Tibiran-Jaunac
Le plan cadastral napoléonien de Tibiran-Jaunac est consultable sur le site des archives départementales des Hautes-Pyrénées.

## Politique et administration

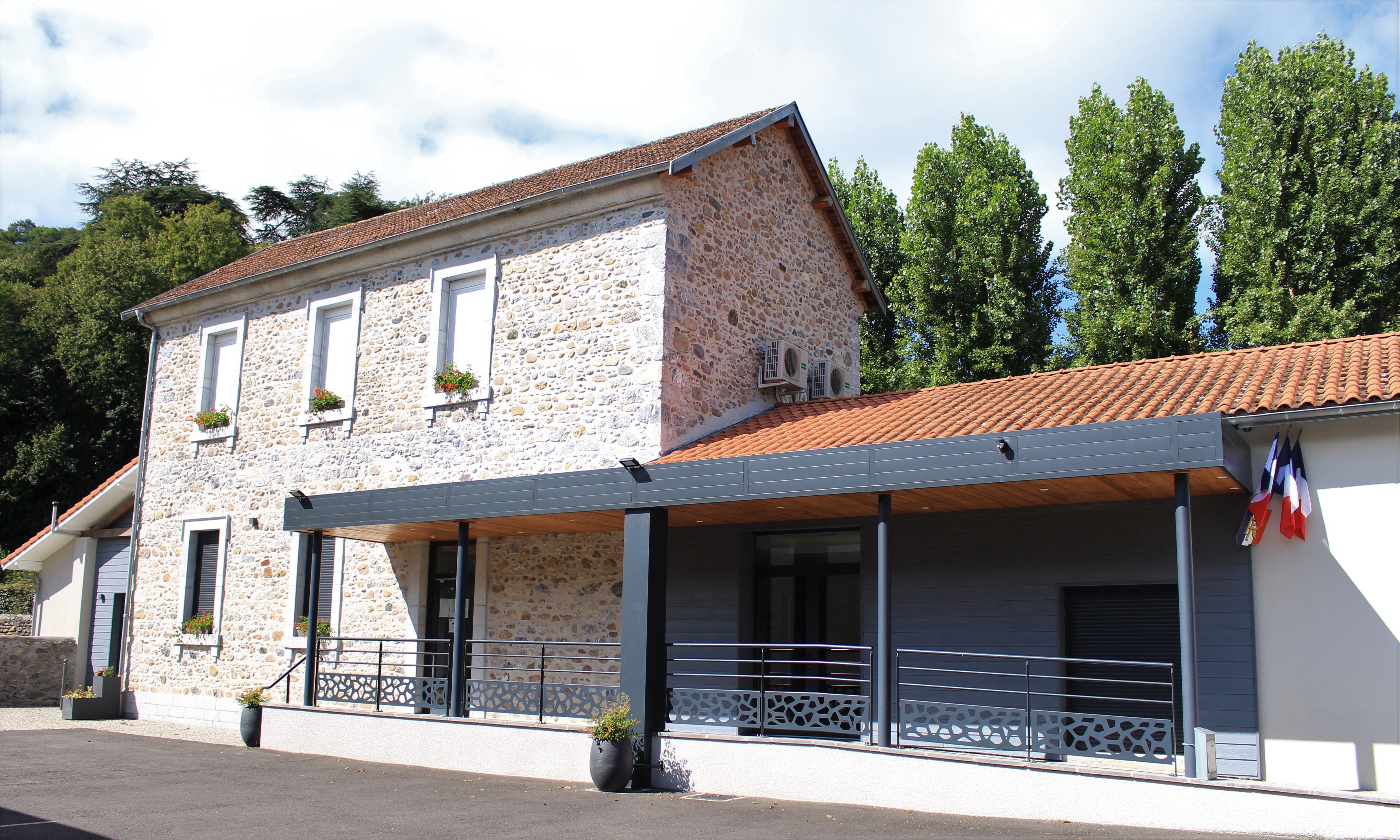
La mairie en 2023.

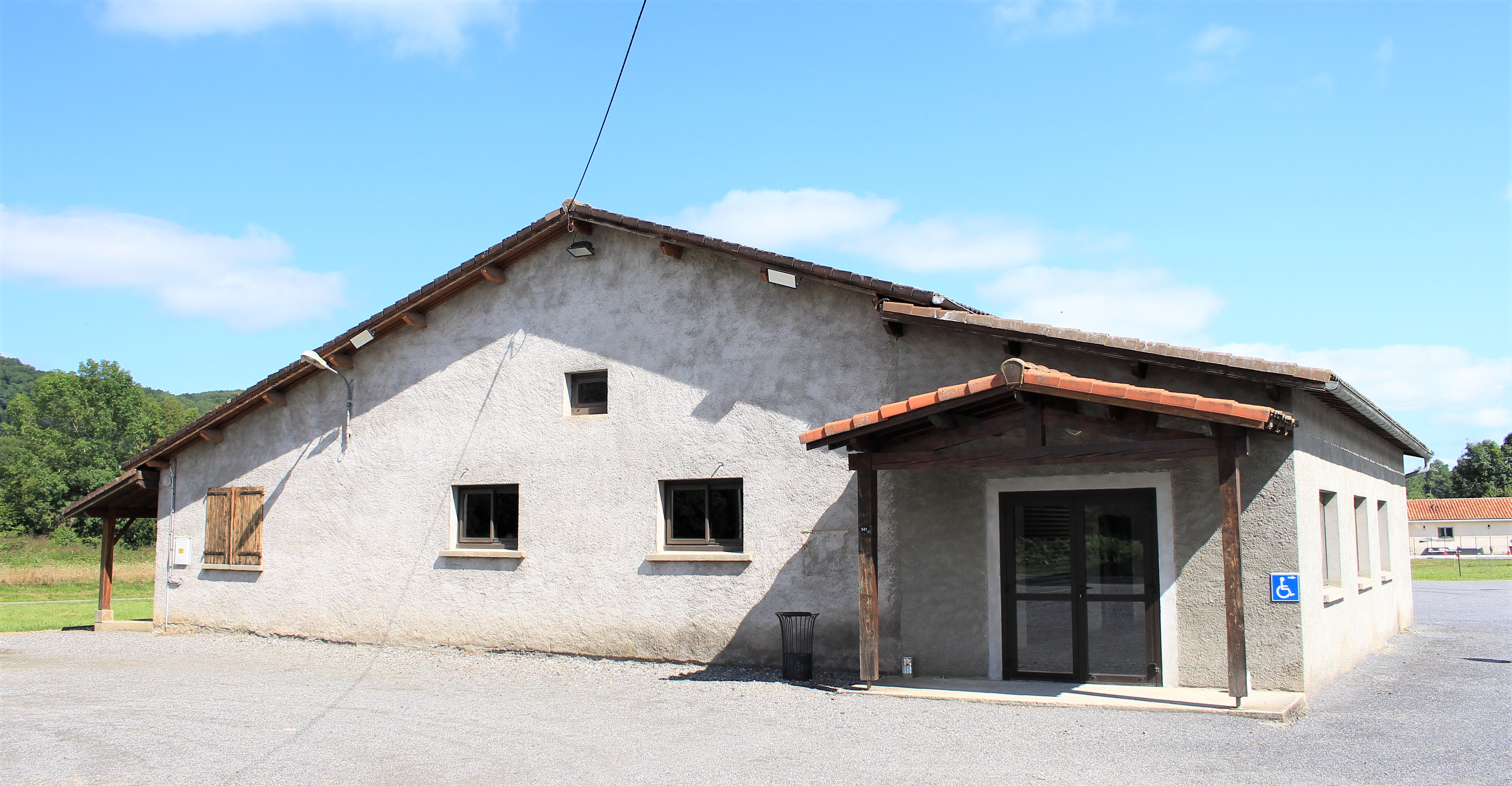
Le foyer rural en 2023.

### Liste des maires
| Période                                  | Période   | Identité                  | Étiquette | Qualité |
| ---------------------------------------- | --------- | ------------------------- | --------- | ------- |
| Les données manquantes sont à compléter. |           |                           |           |         |
|                                          |           |                           |           |         |
| avant 1981                               | mars 1983 | Alphonse Lassalle         | DVG       |         |
| mars 1983                                | mars 1989 | Georges Dupouy            |           |         |
| mars 1989                                | mars 2001 | Michel Noguès             | PS        |         |
| mars 2001                                | mars 2020 | Christian Rème            |           |         |
| mars 2020                                | En cours  | Marie-Noëlle Taillebresse |           |         |

### Rattachements administratifs et électoraux

#### Historique administratif
Sénéchaussée d'Auch, pays des Quatre-Vallées, Vallée de la Barousse, seigneurie de Tibiran-Jaunac, canton de Barousse, de Nestier (1790), Saint-Laurent (1870). Jaunac et Tibiran sont réunies le 2 février 1551 suivant transaction enregistrée devant Pierre CAZAUX, notaire Rotal de "BACCABIERRA" (VALCABRERE°.

#### Intercommunalité
Tibiran-Jaunac appartient à la communauté de communes Neste Barousse créée en janvier 2017 et qui réunit 43 communes.

## Population et société

### Démographie

#### Évolution démographique
| 1793 | 1800 | 1806 | 1821 | 1831 | 1836 | 1841 | 1846 | 1851 |
| ---- | ---- | ---- | ---- | ---- | ---- | ---- | ---- | ---- |
| 562  | 515  | 560  | 589  | 625  | 636  | 592  | 610  | 618  |

| 1856 | 1861 | 1866 | 1872 | 1876 | 1881 | 1886 | 1891 | 1896 |
| ---- | ---- | ---- | ---- | ---- | ---- | ---- | ---- | ---- |
| 619  | 557  | 533  | 511  | 457  | 471  | 465  | 446  | 505  |

| 1901 | 1906 | 1911 | 1921 | 1926 | 1931 | 1936 | 1946 | 1954 |
| ---- | ---- | ---- | ---- | ---- | ---- | ---- | ---- | ---- |
| 433  | 470  | 405  | 358  | 360  | 342  | 325  | 269  | 237  |

| 1962 | 1968 | 1975 | 1982 | 1990 | 1999 | 2006 | 2011 | 2016 |
| ---- | ---- | ---- | ---- | ---- | ---- | ---- | ---- | ---- |
| 244  | 240  | 222  | 229  | 246  | 246  | 247  | 283  | 311  |

| 2021 | 2022 | - | - | - | - | - | - | - |
| ---- | ---- | - | - | - | - | - | - | - |
| 326  | 330  | - | - | - | - | - | - | - |

### Enseignement
La commune dépend de l'académie de Toulouse. Elle ne dispose plus d'école en 2016.

## Économie

### Revenus
En 2018, la commune compte 89 ménages fiscaux, regroupant 204 personnes. La médiane du revenu disponible par unité de consommation est de 21 140 € (20 420 € dans le département).

### Emploi
|                | 2008  | 2013  | 2018   |
| -------------- | ----- | ----- | ------ |
| Commune        | 2,6 % | 6,2 % | 10,6 % |
| Département    | 7,7 % | 9,4 % | 9,8 %  |
| France entière | 8,3 % | 10 %  | 10 %   |

En 2018, la population âgée de 15 à 64 ans s'élève à 144 personnes, parmi lesquelles on compte 77,3 % d'actifs (66,7 % ayant un emploi et 10,6 % de chômeurs) et 22,7 % d'inactifs,. En  2018, le taux de chômage communal (au sens du recensement) des 15-64 ans est supérieur à celui du département et de la France, alors qu'en 2008 la situation était inverse.
La commune fait partie de la couronne de l'aire d'attraction de Saint-Gaudens, du fait qu'au moins 15 % des actifs travaillent dans le pôle,. Elle compte 79 emplois en 2018, contre 63 en 2013 et 76 en 2008. Le nombre d'actifs ayant un emploi résidant dans la commune est de 96, soit un indicateur de concentration d'emploi de 82,4 % et un taux d'activité parmi les 15 ans ou plus de 40,9 %.
Sur ces 96 actifs de 15 ans ou plus ayant un emploi, 20 travaillent dans la commune, soit 21 % des habitants. Pour se rendre au travail, 81,9 % des habitants utilisent un véhicule personnel ou de fonction à quatre roues, 2,1 % les transports en commun, 1,1 % s'y rendent en deux-roues, à vélo ou à pied et 14,9 % n'ont pas besoin de transport (travail au domicile).

## Culture locale et patrimoine

### Lieux et monuments
Sur la commune se trouve une grotte classée au titre objet des monuments historiques depuis 1953. La grotte est ornée de gravure rupestre datant de la préhistoire ou du paléolithique moyen.

#### Tibiran
- Église Saint-Pierre de Tibiran.

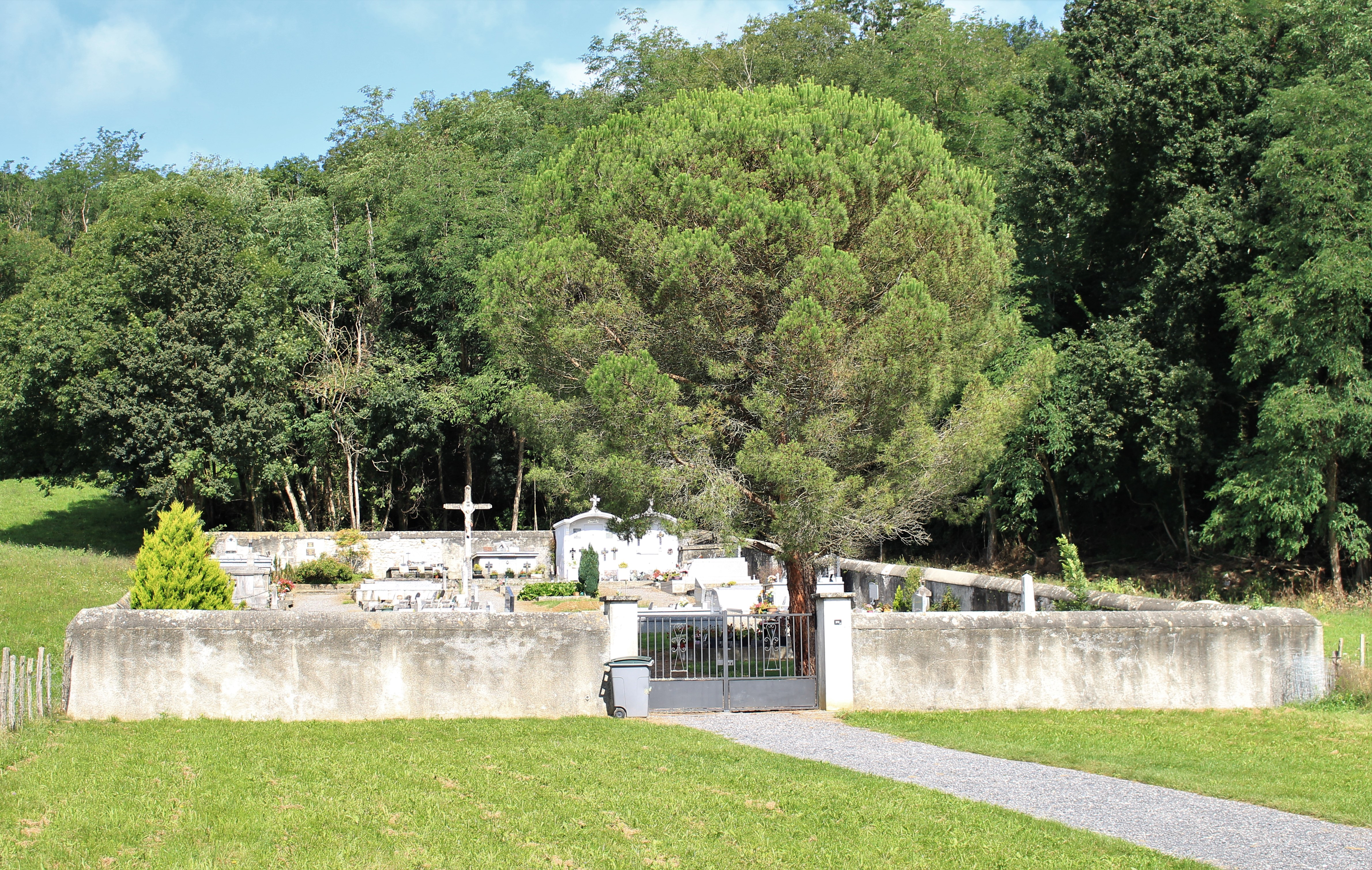
Le cimetière de Tibiran.

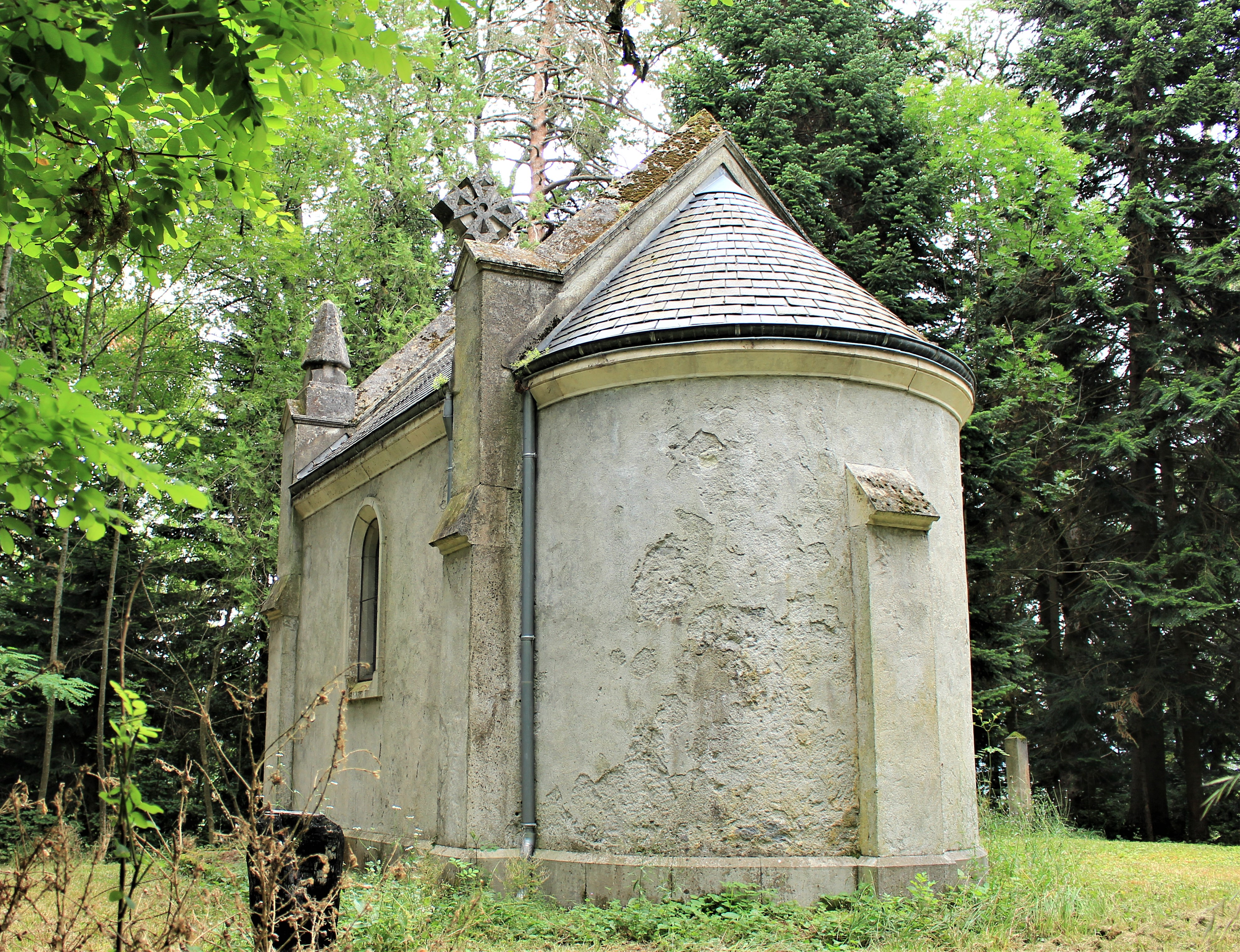
La chapelle du Château du baron d'Agos.

- L'ancien château (propriété privée) du baron Louis de Fiancette d'Agos[58].
- Placée dans le mur de l'ancien château du baron d'Agos, une statue de saint Bertrand de Comminges avec la représentation en miniature de la cathédrale Notre-Dame de Saint-Bertrand-de-Comminges dans sa main gauche.
- Oratoire de la Vierge Marie.
- Chapelle de l'ancien château du baron d'Agos.

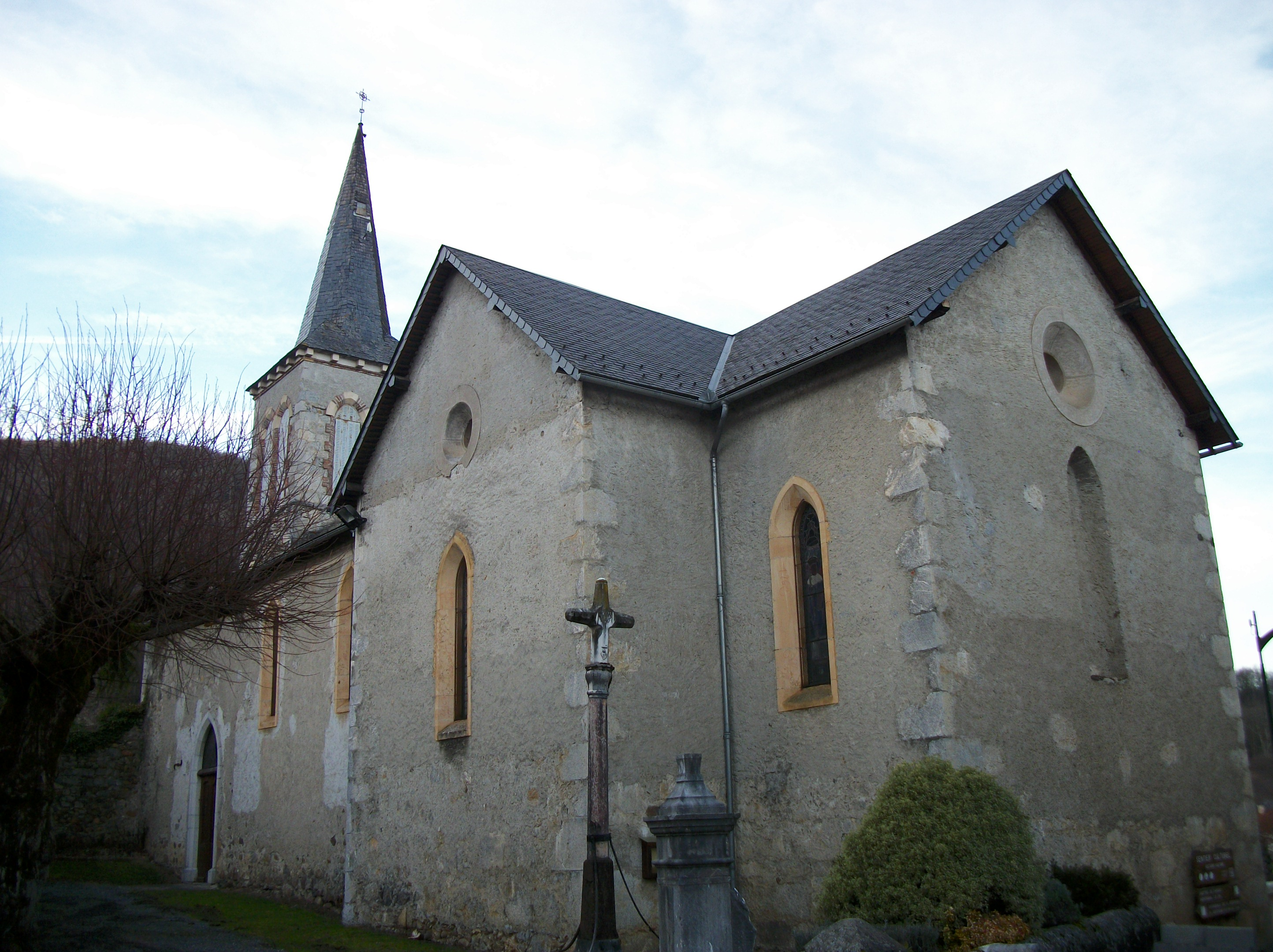
Coté sud de l'église Saint-Pierre de Tibiran.
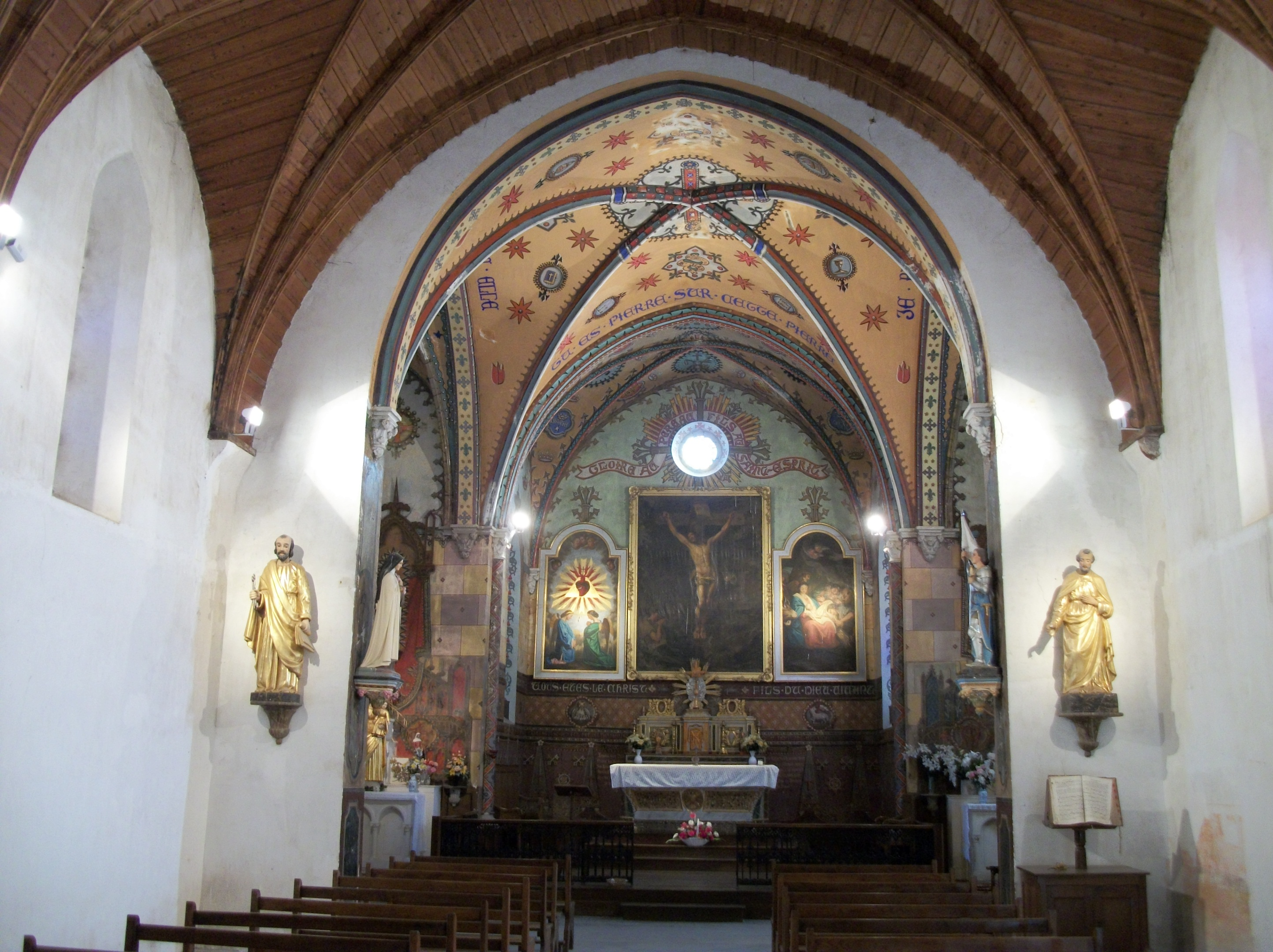
La nef et le chœur
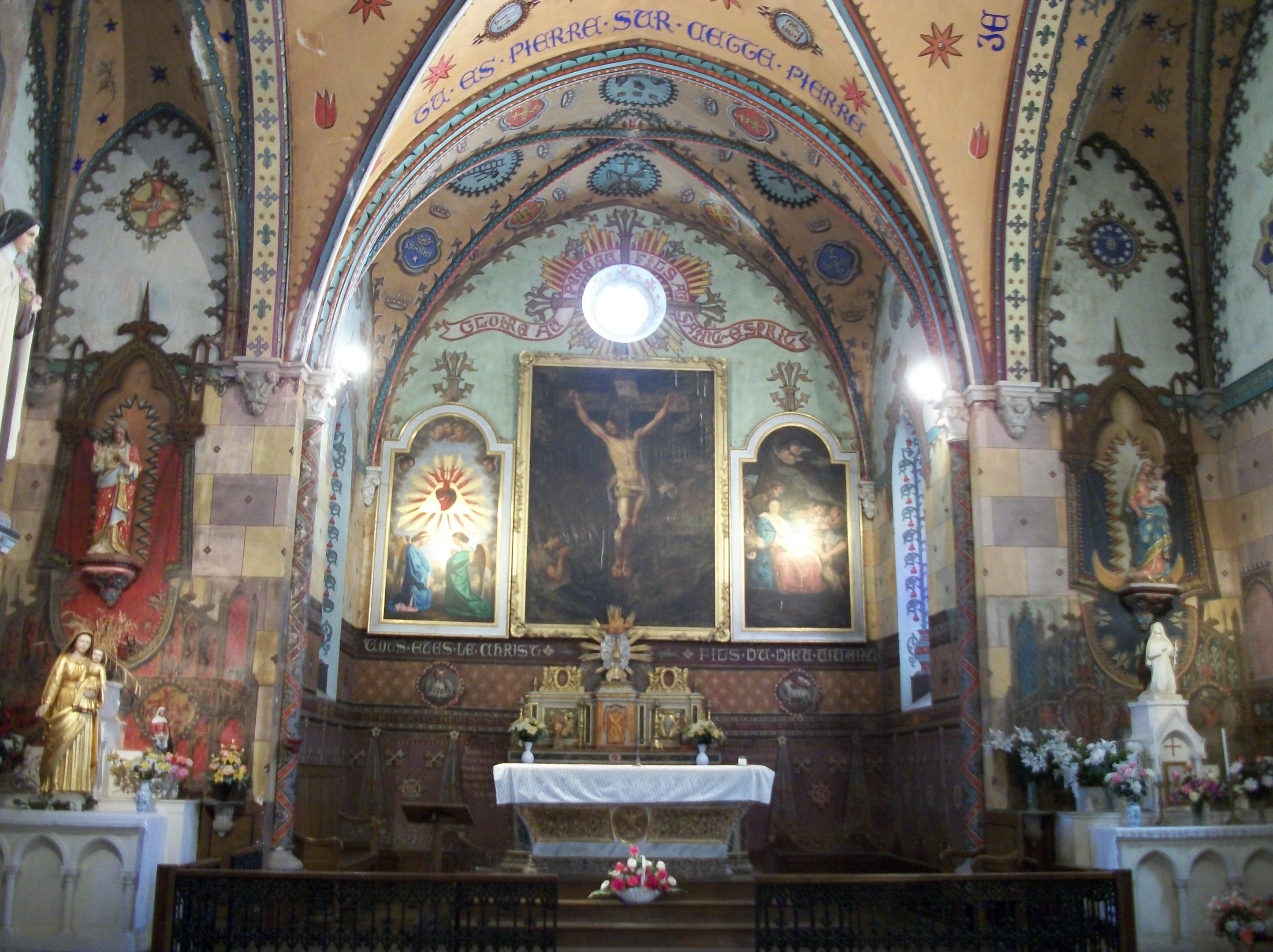
Le Chœur

- Départ de l'aqueduc qui alimentait la ville antique de Lugdunum Convenarum à la sortie d'un puits de captage[59].

#### Jaunac
- Église Saint-Jean-Baptiste de Jaunac.
- Chapelle Notre-Dame des Ribes, elle a été construite en 1900 par la famille Ousset sur un terrain qui lui appartenait. Sur la pierre du fronton est inscrit « Consolatrice des Affligés »[60].

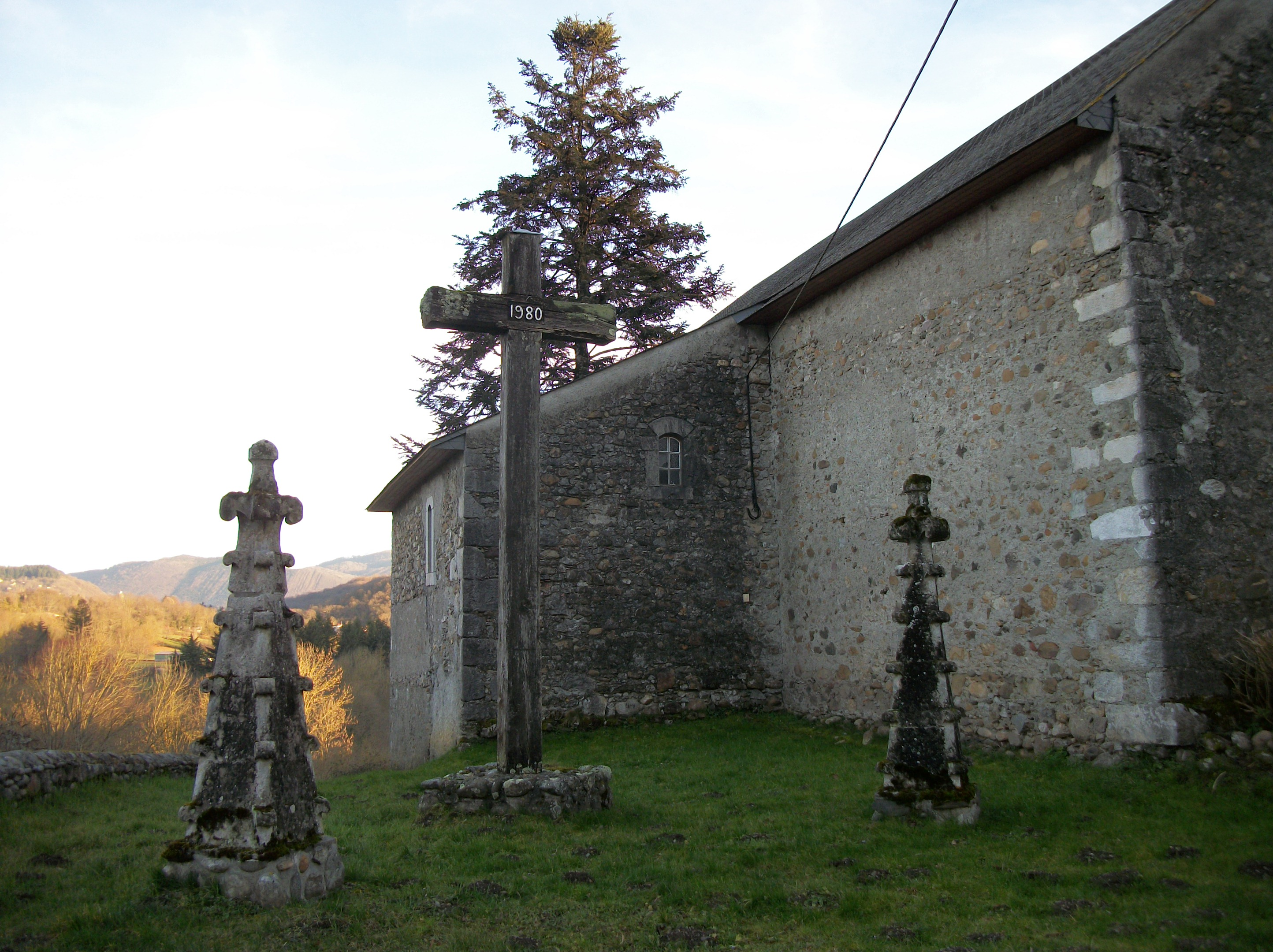
Croix et monuments à gauche de l'église Saint-Jean-Baptiste de Jaunac.
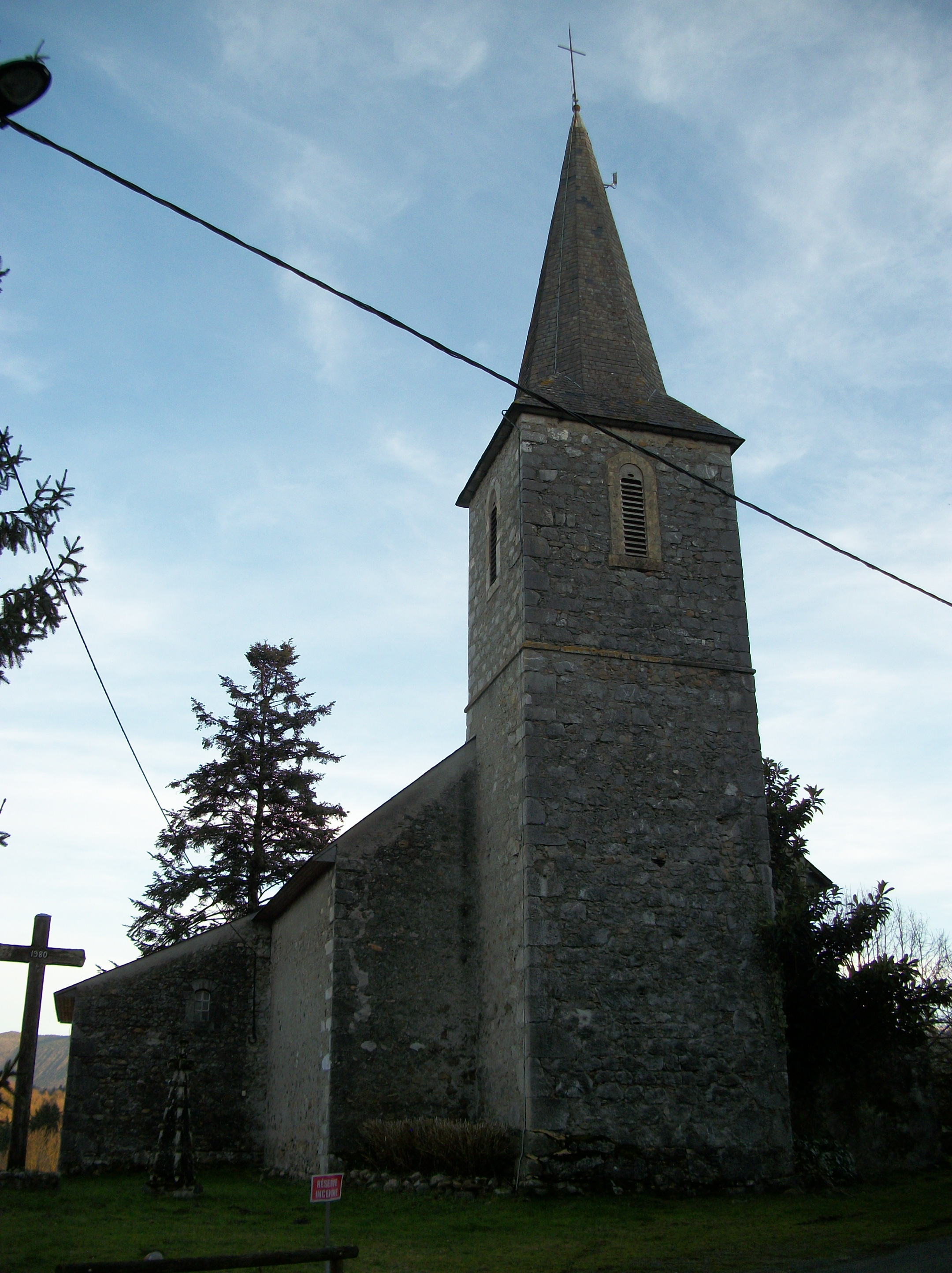
Clocher de l'église Saint-Jean-Baptiste de Jaunac.
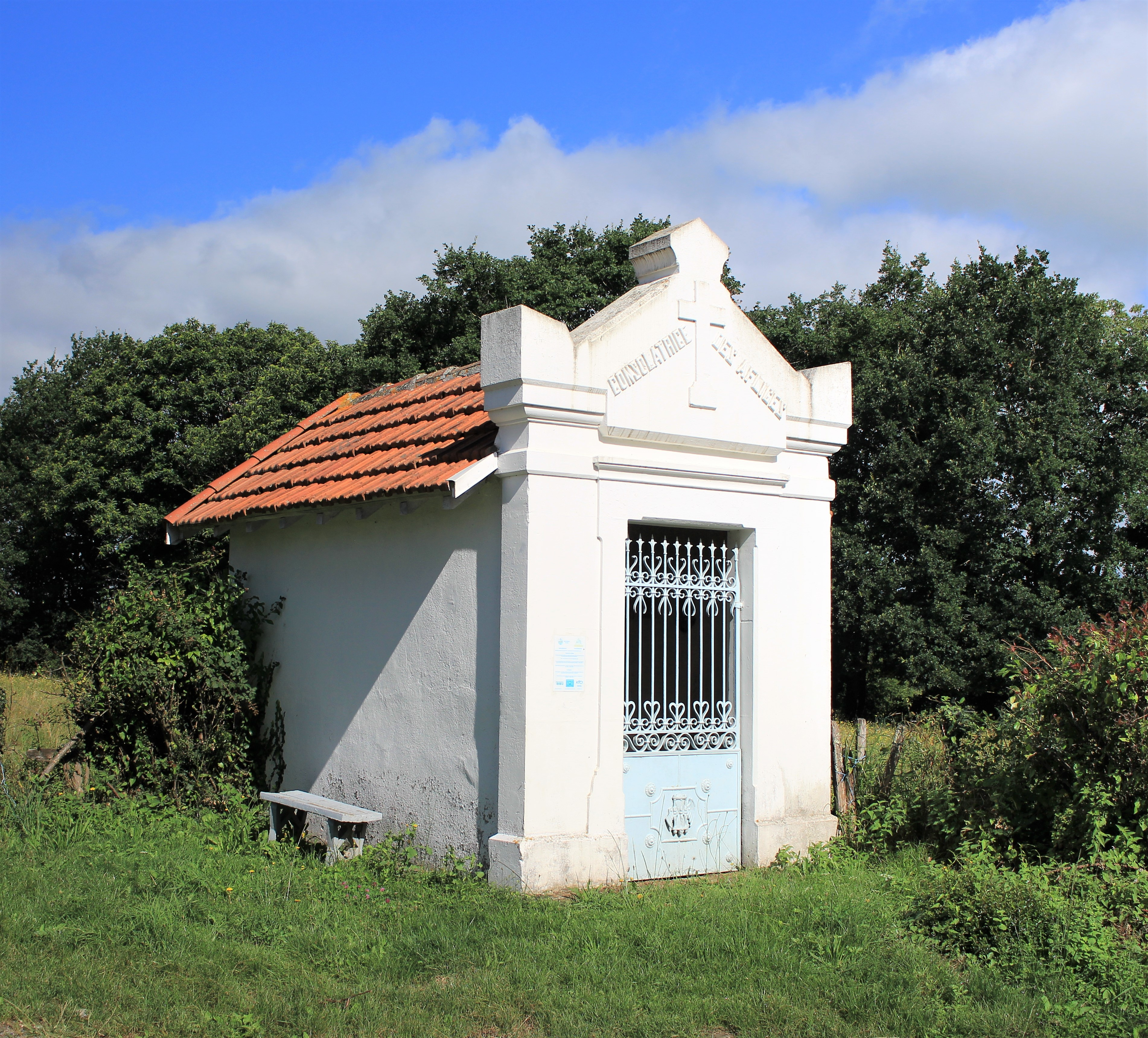
Oratoire de Tibiran.
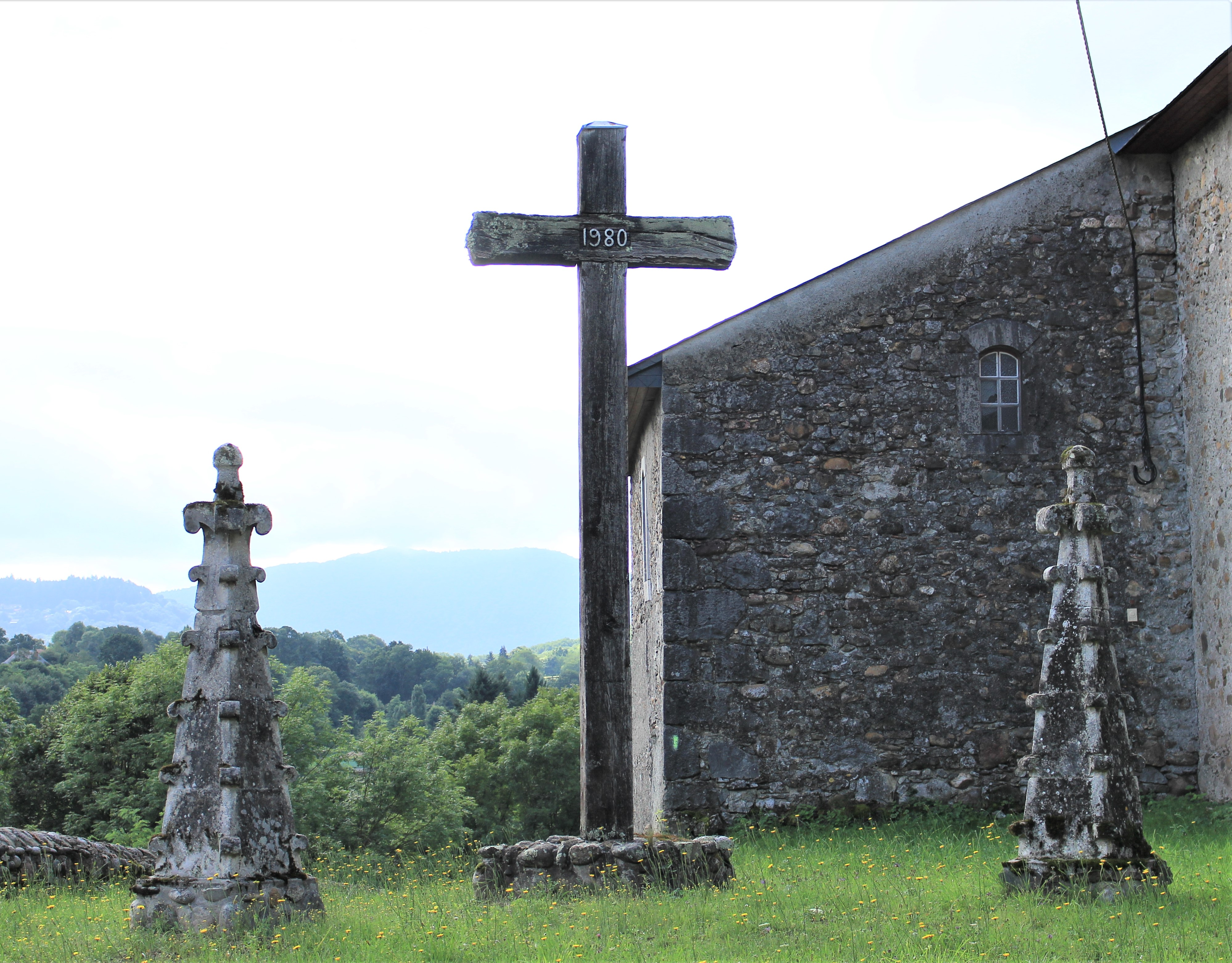
Croix de Jaunac.
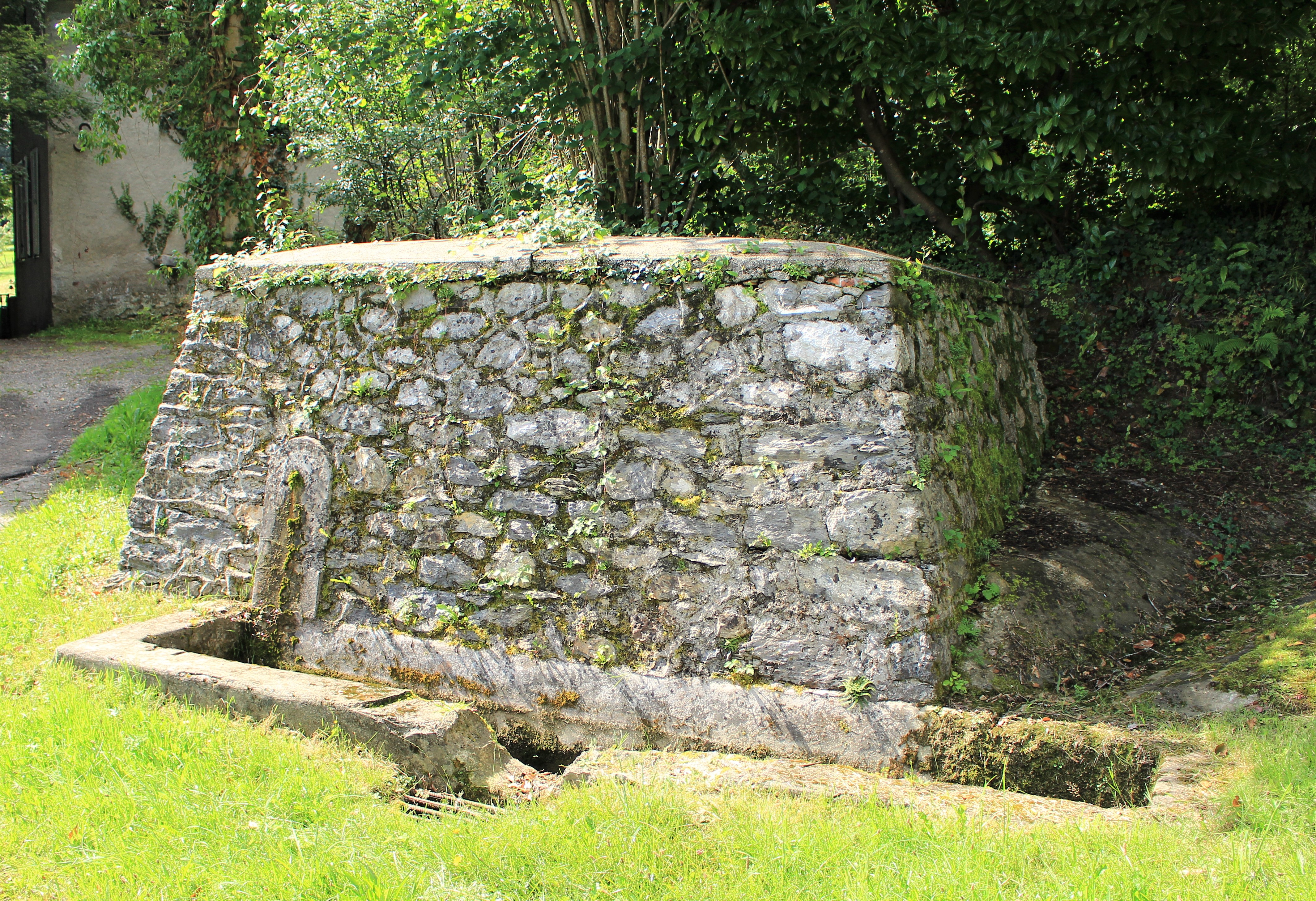
Fontaine de Tibiran.
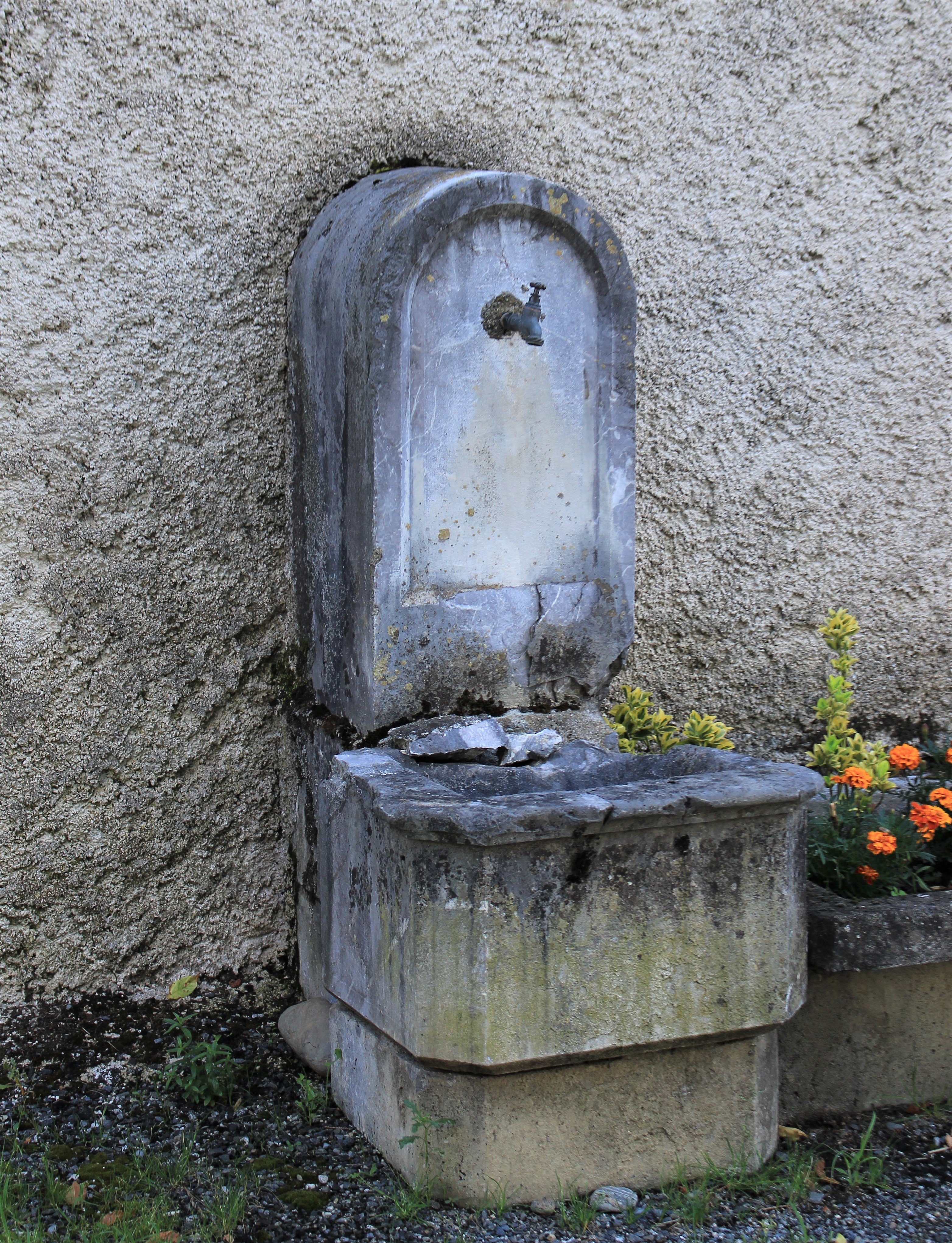
Fontaine de Jaunac.

### Héraldique
| Blason | Blasonnement : D'azur à la barre de sable, au chef d'or chargé d'une croisette d'argent. Commentaires : Armes fautives, argent sur or et sable sur azur. |